# Savivaara
Savivaara är en kulle i Finland. Den ligger i Suomussalmi och landskapet Kajanaland, i den centrala delen av landet, 600 km norr om huvudstaden Helsingfors. Toppen på Savivaara är 270 meter över havet.
Terrängen runt Savivaara är huvudsakligen platt.  Trakten runt Savivaara är nära nog obefolkad, med mindre än två invånare per kvadratkilometer. Närmaste större samhälle är Suomussalmi, 17,8 km söder om Savivaara. 